# Широкореченское кладбище
Широкоре́ченское кла́дбище — одно из крупнейших кладбищ Екатеринбурга, четвёртое по площади (после Лесного, Северного и Нижне-Исетского). Располагается на западной окраине города, между улицами Репина, Зоологической и объездной автодорогой.
Рядом с Широкореченским кладбищем находится Широкореченский мемориал.

## История
Акт о предоставлении Свердловскому похоронному бюро земельного участка, соответствующего северо-западной части нынешней территории кладбища, был окончательно утверждён 16 января 1941 г. Название кладбище получило по располагавшемуся поблизости посёлку Широкая Речка (ныне район города).
Первые захоронения на кладбище датируются началом 1940-х годов. В период Великой Отечественной войны здесь были похоронены более 800 солдат и офицеров Красной армии, скончавшихся от ран и болезней в госпиталях Свердловска.
К празднованию 30-летия Победы (май 1975) в одно из мест захоронений были перенесены останки воинов и сооружён Воинский мемориал.
 В 1985 году его реконструировали и увеличили обелиск. В остальном мемориал сохраняет свой первоначальный вид.
Согласно решению Исполкома Свердловского городского Совета народных депутатов от 15.11.1978 (№ 402) и постановлению Главы Екатеринбурга А. М. Чернецкого от мая 1995 года, кладбище открыто только для родственных захоронений, с исключением для граждан города, погибших при защите Отечества, почётных граждан Екатеринбурга, народных артистов СССР и РФ, действительных членов АН СССР и РАН, лиц, удостоенных почётных званий.
В 1990-е годы на кладбище появилась «аллея славы» с надгробиями криминальных авторитетов.
В 2003 году на территории кладбища заложен храм во имя Преподобного Марка Печерского.
В 2011 году в санитарно-защитной зоне кладбища начато незаконное строительство торгово-развлекательного центра «Радуга Парк».
В день Великой Победы 9 мая 2015 года на мемориале Широкореченского кладбища был зажжен Вечный огонь.

## Могилы известных людей
Среди захоронений
- военные:

- Герои России
- Герои Советского Союза
- полные кавалеры ордена Славы

- партийные деятели советского периода
- деятели культуры и искусства
- спортсмены
- учёные
- Герои Социалистического Труда
- почётные граждане Екатеринбурга

## Галерея
- Могила председателя Свердловского горсовета А. Н. Бычковой
- Могила академика
 С. В. Вонсовского
- Могилы отца и брата
 Бориса Ельцина
- «Аллея славы»: захоронения криминальных авторитетов